# 肖恩·威廉斯 (橄榄球运动员)
肖恩·威廉斯（英語：Shaun Williams，1998年4月13日—），南非男子橄榄球运动员。他曾代表南非七人制国家队参加2024年夏季奥林匹克运动会七人制橄榄球比赛，获得一枚铜牌。